# Cambonos from Hell
Cambonos from Hell é o segundo EP demo lançado pela banda Gangrena Gasosa. Foi gravado antes da saída da banda da Rock It!, e grande parte do conteúdo do álbum viriam a ser usados em dois EPs e no álbum de 2011 Se Deus É 10, Satanás É 666.

## Faixas
| N.º            | Título                            | Duração |  |
| 1.             | "Cambonos from Hell"              | 2:21    |  |
| 2.             | "Matou a Galinha e Foi ao Cinema" | 0:53    |  |
| 3.             | "Bath of Descarrego"              | 1:41    |  |
| 4.             | "Jardim Elétriko"                 | 1:15    |  |
| 5.             | "Arizé"                           | 1:30    |  |
| 6.             | "Artimanãs del Catiço"            | 2:30    |  |
| Duração total: | Duração total:                    | 10:10   |  |

## Participações
- Ronaldo "Chorão³" - vocal
- Paulão - vocal
- Vladimir - guitarra
- Angelo Arede [2]- baixo
- Cid Mesquita - bateria